# Lolly Debattista
Lolly Debattista, született Emmanuel Debattista (1929. december 21. – 2021. május 2.) válogatott máltai labdarúgó, hátvéd, edző. Az év máltai labdarúgója (1955).

## Pályafutása

### Klubcsapatban
1947 és 1967 között a Floriana labdarúgója volt, ahol hét máltai bajnoki címet és tíz kupagyőzelmet ért el a csapattal. 1955-ben az év máltai labdarúgójának választották.

### A válogatottban
1957 és 1962 között három alkalommal szerepelt a máltai válogatottban.

### Edzőként
1975–76-ban a Ħamrun Spartans, 1976 és 1979 között a Valletta FC, 1991 és 1993 között ismét a Ħamrun Spartans, 1993–94-ben a Senglea Athletic vezetőedzője volt. A Ħamrun csapatával egy máltai kupagyőzelmet ért el.

## Sikerei, díjai

### Játékosként
- Az év máltai labdarúgója (1955)

 Floriana
- Máltai bajnokság
  - bajnok (7): 1949–50, 1950–51, 1951–52, 1952–53, 1954–55, 1957–58, 1961–62
- Máltai kupa
  - győztes (10): 1949, 1950, 1953, 1954, 1955, 1957, 1958, 1961, 1966, 1967

### Edzőként
Ħamrun Spartans
- Máltai kupa
  - győztes: 1992

## Statisztika

### Mérkőzései a máltai válogatottban
| Málta | Málta             | Málta                            | Málta    | Málta    | Málta    | Málta         | Málta | Málta   |
| #     | Dátum             | Helyszín                         | Hazai    | Eredmény | Vendég   | Kiírás        | Gólok | Esemény |
| ----- | ----------------- | -------------------------------- | -------- | -------- | -------- | ------------- | ----- | ------- |
| 1.    | 1957. február 24. | Gżira                            | Málta    | 2 – 3    | Ausztria | barátságos    | -     |         |
| 2.    | 1962. június 28.  | Koppenhága, Idrætsparken Stadion | Dánia    | 6 – 1    | Málta    | NEK-selejtező | -     |         |
| 3.    | 1962. július 3.   | Trondheim, Lerkendal Stadion     | Norvégia | 5 – 0    | Málta    | barátságos    | -     |         |
|       | Összesen          |                                  |          | 3        | mérkőzés |               | 0     | gól     |